# Sabicea solitaria
Sabicea solitaria är en måreväxtart som beskrevs av J.B.Hall. Sabicea solitaria ingår i släktet Sabicea och familjen måreväxter. Inga underarter finns listade i Catalogue of Life.